# دوميتسش
دوميتزش (بالألمانية: Dommitzsch) هي بلدة ألمانية تقع في ألمانيا في ساكسونيا.  يقدر عدد سكانها بـ 2,923 نسمة .